# Onderwijs
Onderwijs is het overbrengen van kennis, vaardigheden en attitudes, waarbij er wordt toegewerkt naar vooraf vastgelegde leerdoelen. Daarbij houdt men rekening met de beginsituatie van de leerling, volgt men een onderwijsstrategie, en worden de leerresultaten geëvalueerd. Dit gebeurt door toetsing van de leerling, en door evaluatie door de docent zelf en door collega's. Onderwijs wordt, binnen een door de overheid bepaalde structuur, gegeven door personen die daarvoor speciaal zijn opgeleid, met name onderwijzers, leraren en andere docenten.
Behalve het, vanuit de centrale overheid, landelijk gereguleerde onderwijs, wordt er vakinhoudelijk onderwijs gegeven binnen individuele bedrijven en organisaties, in de vorm van cursussen en trainingen. Dit kan op locatie, of als schriftelijk of digitaal afstandsonderwijs, eventueel afgesloten met een bewijs van deelname, certificering, een licentie of een diploma.

## Inleiding
Onderwijs is er altijd gegeven: van leermeester op leerling. In de middeleeuwen betrof onderwijs het onderricht in de praktische ambachten, georganiseerd door de gilden. Wie het kon betalen stuurde zijn kinderen naar de kloosterschool of de Latijnse school. Vaak was er aan de plaatselijke kerk een vorm van onderwijs verbonden, bij de rooms-katholieken, maar na de reformatie ook bij de gereformeerden. De kerk had mensen in dienst die konden lezen en schrijven: voor de boekhouding bijvoorbeeld. Maar ook de koster, vaak tevens voorlezer en voorzanger, kon lezen en ook schrijven. Als bijbaan gaf hij individueel les aan wie het kon en wilde betalen. Dit onderwijs was sterk individueel gericht, en beperkte zich vaak tot het leren lezen.
Gratis onderwijs is onderwijs dat wordt gefinancierd via belastingen, of door liefdadigheidsorganisaties in plaats van collegegeld. De lagere school, de middenschool, en ander onder de leerplicht vallend onderwijs is gratis in veel landen. Onderwijs betekent min of meer hetzelfde als educatie, een woord dat meer specifiek voor volwassenenonderwijs gebruikt wordt. Binnen het bedrijfsleven en bij de overheid zijn de termen cursus, voor het verkrijgen van kennis, en training, voor het verkrijgen van vaardigheden, gebruikelijk.
Onderwijsaccreditatie is een vorm van kwaliteitsborging in het onderwijs, waarbij het onderwijsinstituut, het gegeven onderwijs, of de faciliteiten onderzocht worden door een (onafhankelijke) accreditatieorganisatie.
Onderwijskunde is de wetenschap die het onderwijs bestudeert. Naast kennis en vaardigheden speelt ook het overdragen van een bepaalde houding of attitude, manieren, normen en waarden een (meestal) secundaire rol.
Kinderen krijgen gewoonlijk onderwijs vanaf hun derde, tot minimaal hun zestiende levensjaar. Voor velen is de praktijk van het alledaagse leven veel leerrijker dan formeel schoolonderwijs. De dagelijkse werkelijkheid is de leerschool van het leven. Mark Twain zei: Ik heb school nooit een belemmering laten zijn voor mijn leren.

## Oorsprong van het woordonderwijs
Het voorvoegsel onder heeft hier de betekenis 'met figuurlijke steun'. Onderwijzen betekent eigenlijk ‘iemand ondersteuning bieden door hem de weg te wijzen’, en van daaruit ontstond de betekenis ‘lesgeven’. Op dezelfde manier betekent onder-richten ‘iemand helpen de juiste weg te vinden’. Onderwijzen komt al in 1283 in het Nederlands voor in de betekenis ‘iemand iets aantonen, onder het oog brengen’, ook ‘bewijzen’. De betekenis ‘aanleren’ komt sinds 1434 voor. Onderrichten is voor het eerst in 1477 vermeld als synoniem van onderwijzen. In het Duits hebben unterweisen en unterrichten dezelfde betekenis als in het Nederlands. Beide Nederlandse en Duitse woorden werden vanaf de zestiende eeuw veel gebruikt in bijbelvertalingen, en hebben daaraan waarschijnlijk hun verbreiding te danken.

### Etymologie vanschool
'School' is afgeleid van het Oudgriekse 'σχολή', dat 'vrije tijd' betekent. Het volgen van onderwijs vereiste de luxe van vrije tijd; de meeste mensen (ook kinderen) waren echter de hele dag aan het werk, om in hun levensonderhoud te voorzien. Het oude Griekenland kende geen openbare scholen: welgestelde kinderen ontvingen onderwijs van privédocenten. De beroemde 'school' in Athene was Plato's Academie. In deze 'school' waren er echter geen klassen of examens. (Welgestelde) denkers converseerden hier met elkaar, met Plato's ideeën als uitgangspunt. Enigszins vergelijkbaar hiermee zijn de achttiende-eeuwse Parijse salons. Sterk verwant was het lyceum van Aristoteles, met dien verstande dat Aristoteles zelf tweemaal daags een lezing gaf.

## Historische achtergrond
In de 18e eeuw, de eeuw van de Verlichting, ontstonden er ideeën over algemeen toegankelijk onderwijs, onderwijs voor alle kinderen, ongeacht hun afkomst. Invloedrijk was in dit verband het boek Emile, of Over de opvoeding uit 1762, van de Frans-Zwitserse filosoof Jean Jacques Rousseau. In Nederland werden rond 1800, onder koning Lodewijk Napoleon wetten van kracht, geïnspireerd op de nieuwe, 'verlichte' inzichten, die onder andere van opvoedkundige aard waren. In 1806 werd er een wet geschreven op het openbaar onderwijs. Deze onderwijswet kwam niet tot uitvoering onder de Franse overheersing, maar werd nadien onverkort overgenomen door koning Willem I, en werd in 1814 alsnog van kracht. Deze wet bepaalde dat ieder kind, van 5 tot 12 jaar, naar school moest kunnen gaan, tegen betaling van schoolgeld of, bij minvermogendheid van de ouders, op kosten van het armbestuur. Er is nog geen sprake van onderscheid in onderwijs naar geloofsrichting. De onderwijswet bepaalt dat er toezicht komt op de kwaliteit van het onderwijs, en geeft de aanzet tot een specifieke opleiding voor onderwijzers: de kweekschool.
| Mensen werkzaam in de onderwijssector in Nederland. | Mensen werkzaam in de onderwijssector in Nederland. |
| --------------------------------------------------- | --------------------------------------------------- |
|                                                     |                                                     |

De huidige, Nederlandse onderwijsstructuur vindt haar oorsprong in sterk verzuilde tradities. Sinds de beslechting van de schoolstrijd begin 20e eeuw, kent het Nederlandse onderwijs een confessionele zuil, met daarin weer een katholieke en een protestantse zuil, plus de zuil van het staatsonderwijs.
Vóór de twaalfde eeuw speelde het intellectuele leven zich af in de kloosters, waar vooral liturgie en gebed werden bestudeerd. In de twaalfde en dertiende eeuw was er voldoende welvaart om een professionele clerus te betalen. Bisschoppen richtten kathedraalscholen op, om de aankomende clerus te onderwijzen in het canonieke recht, en in kerkelijke administratie, boekhouden, logica en retoriek. Dit laatste vak diende om de aankomende priester de vereiste vaardigheden te leren voor het houden van theologische discussies en preken. Dergelijke kathedraalscholen hadden meestal slechts één leraar.

### Reformatie
In de 16e eeuw revolteerden Luther en de humanisten tegen de scholastische methode. Het hiërarchische, kerkelijke instituut wordt in het protestantisme gezien als een onnodige schakel tussen de mens en God. Academische individualiteit, gebonden aan een sterke individuele moraliteit, vormen de kern van het protestantse betoog.

### 20e eeuw
Tot 1946 bestond er een vernieuwingsraad voor het onderwijs, onder voorzitterschap van onderwijsvernieuwer Kees Boeke.
Onderwijsminister Jo Cals (KVP) slaagde er in om, tijdens zijn ministersperiode van 1952 tot 1963, ingrijpende wetten door het parlement te krijgen. Hij was het die, honderd jaar na Thorbeckes wet, als eerste minister een algehele herziening van het voortgezet onderwijs tot standbracht. Inhoudelijk leunde deze herziening sterk op het voorbereidende werk van Theo Rutten, dat op zijn beurt veel parallellen vertoonde met Gerrit Bolkesteins plannen. De wet staat bekend als de mammoetwet, vanwege het grote aantal onderwijstypes die het betrof.
Eind 20e eeuw zette de ontzuiling in het onderwijs in met de 'maatschappelijke decentralisatie'. Vakbonden leidden onderwijsstakingen in de jaren 90.

### 21e eeuw

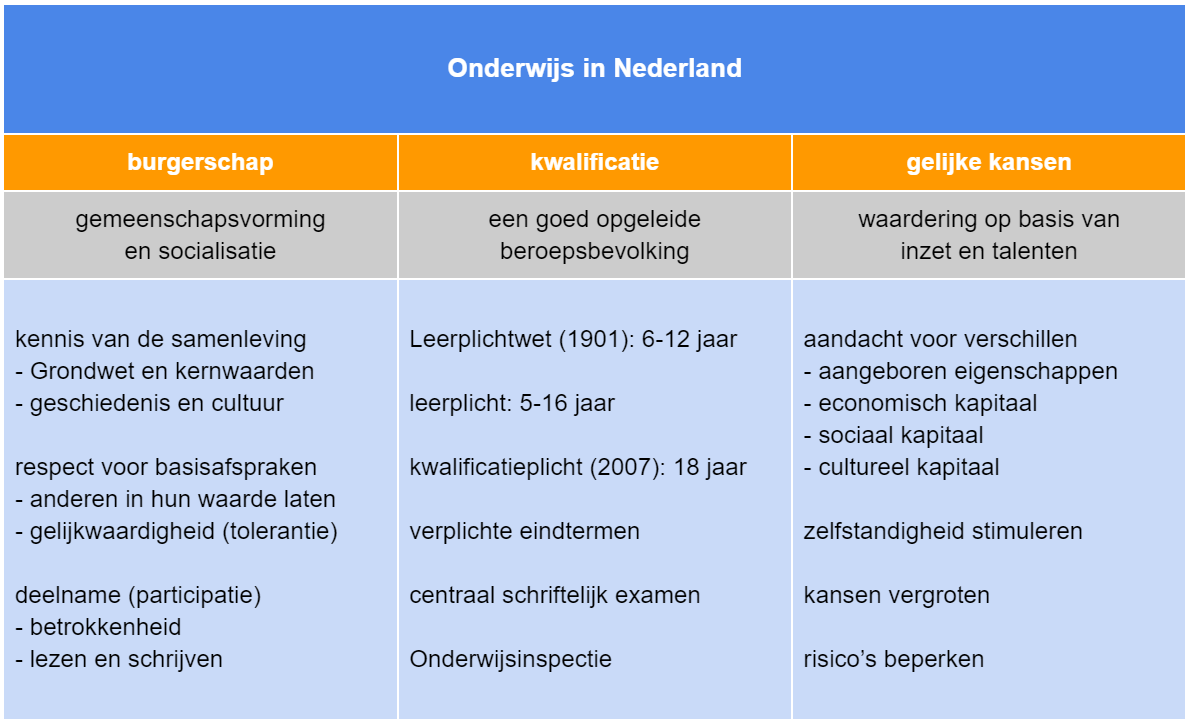
De kerndoelen van het onderwijs: burgerschap, kwalificatie en gelijke kansen

In de 'snel veranderende samenleving' van de 21e eeuw is er aandacht gekomen voor 21e-eeuwse vaardigheden. Op sommige scholen werd  het onderwijs opnieuw ingericht, met nieuwe schoolvakken als programmeren of digitale geletterdheid en media-educatie. In 2021 gaf onderzoek aan dat leerlingen het Nederlandse onderwijs saai vonden.
In 2020 kreeg ook Nederland te maken met de coronapandemie, waarbij een van de overheidsmaatregelen het sluiten van scholen inhield, waardoor er meer thuisonderwijs gegeven moest worden. Sommige scholen gingen over op zogeheten 'afstandonderwijs'. Naast communicatieprogramma's zoals Zoom of Teams werden ook online-lesprogramma's zoals moo (van lesmaterialenproducent Heutink) meer en meer gebruikt; men spreekt hier van 'hybride onderwijs'.
Nadat de inbreng van ouders eind vorige eeuw veelal was teruggedrongen, wordt op sommige scholen weer ingezet op ouderparticipatie. De ouderbetrokkenheid is dan een die verder gaat dan de oudercommissie of de (gemeenschappelijke) medezeggenschapsraad ((g)mr). Zie verder de participatieladder.

#### Schaalvergroting
Waar rond 1900 een school van 400 leerlingen onrealistisch groot werd genoemd, zijn er in Nederland begin 21e eeuw steeds meer scholen van deze omvang. Door bestuurlijke fusies ontstaan er conglomeraten, en verdwijnen kleinschalige, zelfstandige scholen. In het basisonderwijs worden fusies van kleine scholen en schoolbesturen in krimpgebieden gestimuleerd. Een trend die zich zowel in de publieke als in de semipublieke sector voordoet, sinds de financiële crisis van 2008 - met meer en minder wenselijke gevolgen, zoals het verlies van eigen identiteit en de menselijke maat. Onder de noemer 'doorgaande leerlijn' zijn ook verticaal scholen gefuseerd, bijvoorbeeld door het samengaan van peuterspeelzalen met een basisschool tot een integraal kindcentrum (ikc). Met het samengaan van openbare en bijzondere scholen komen de zogenaamde samenwerkingsscholen op, waardoor het aandeel van het confessioneel onderwijs afneemt.
Ook in België speelt de schaalvergroting, een kwestie die raakt aan identiteitsbehoud van de scholen.

#### Automatisering
Computers deden hun intrede in de lessen, i-Padscholen/Maurice de Hond-scholen kwamen en verdwenen. Het computergebruik raakte bij de reguliere scholen meer in zwang, met lesprogramma's met meer geautomatiseerde lessen, en met een geautomatiseerde leerlingenadministratie, die de leerkracht werk uit handen nam. Veelgebruikte programma's, apps en werkomgevingen zijn smartschool, gynzy, snappet, cloudwise, calcularis, rekentuin, aerobe en moo. Tijdens de coronapandemie werd er vanwege de lockdown overgegaan op thuisonderwijs, waarbij het contact met de school verliep via digitale videotelefoniediensten, zoals Microsoft Teams of Zoom Video Communications.

#### Onderwijsvernieuwing
In het onderwijscurriculum staat wat leerlingen in het basis- en voortgezet onderwijs moeten kennen en kunnen. Dit wordt vastgesteld door de regering en de Tweede Kamer. Het curriculum is beschreven in onderwijsdoelen.
Onder de noemer 'het nieuwe leren' vallen begrippen als leerlinggestuurd leren, ontdekkend leren, ervaringsleren, natuurlijk leren, betekenisvol leren, of praktijkgestuurd leren. Deze vernieuwingen zijn alle leerlinggericht, spelen in op de individuele capaciteiten en de belangstelling van de leerling, laten leerlingen actief werken aan de (re)constructie van kennis, koppelen het leren aan betekenisvolle contexten, leerlingen kunnen samen en van andere leerlingen leren en leerlingen kunnen zelf kiezen en daarmee een zekere verantwoordelijkheid voor het eigen leren hebben.
In 2014 vroeg VVD-minister Sander Dekker (Kabinet-Rutte II) om een platform van deskundigen die advies zou kunnen uitbrengen omtrent het curriculum. In 2016 presenteerde deze door de overheid in het leven geroepen denktank Platform Onderwijs 2032 onder voorzitterschap van Paul Schnabel haar advies 'Ons Onderwijs2032' voor herziening van het onderwijscurriculum. Hierin werd betoogd dat kennisoverdracht op school geen prioriteit meer hoeft te hebben. Het advies werd met veel kritiek onthaald en kreeg geen inhoudelijk vervolg.
In 2018 heeft de minister voor Basis- en Voortgezet Onderwijs en Media Arie Slob daarop een nieuwe commissie ingesteld onder voorzitterschap van Roel Kuiper om te adviseren over gewenste aanpassingen van het curriculum. Onder de noemer Curriculum.nu wordt nieuw les- en examenmateriaal ontwikkeld. Het expertisecentrum Stichting Leerplan Ontwikkeling (SLO) geeft vorm aan de plannen.

## Wettelijk kader
In Nederland is er een Ministerie van Onderwijs, Cultuur en Wetenschap, met op het departement een verantwoordelijk minister en een staatssecretaris.
De Nederlandse wetgeving voorziet in wetgeving voor het onderwijs.

### Financiën
Voor het onderwijs in Nederland krijgen schoolbesturen een lumpsum van de rijksoverheid, die wordt berekend naar het aantal leerlingen.
Nederlandse studenten kunnen een studiebeurs aanvragen bij de overheid. De studiefinanciering wordt in Nederland geregeld door de Dienst Uitvoering Onderwijs (DUO). Voorheen gebeurde dit door de Informatie Beheer Groep (IB-Groep), en nog weer eerder door de Informatiseringsbank.

## Onderwijsstructuur in Nederland en Vlaanderen

### Structuur in Nederland
Algemeen in Nederland geldt:

Schematisch overzicht van het onderwijssysteem in Nederland met de verschillende doorstroommogelijkheden.

- Het onderwijs valt onder het Ministerie van Onderwijs, Cultuur en Wetenschap.
- Sinds 1900 is er in Nederland een leerplichtwet. In de huidige versie schrijft deze volledige leerplicht voor, met een uitzondering voor lichamelijke of psychologische gronden, voor iedereen van 5 jaar (start op de eerste dag van de maand na de vijfde verjaardag, maar de meeste kinderen gaan vanaf hun 4e jaar al naar school) tot en met 16 jaar.
- Na het 16e jaar bepaalt de wet een gedeeltelijke leerplicht, tot en met het 18e levensjaar. Dit houdt in dat de leerling een startkwalificatie (mbo-diploma niveau 2 of hoger) moet hebben om niet meer leerplichtig te zijn.
- Leerlingen van 19 tot 23 jaar zijn kwalificatieplichtig. Dit houdt in dat de onderwijsinstelling waaraan de leerling studeert, verplicht is zich in te spannen deze leerling ten minste het mbo-diploma niveau 2 te laten behalen.
- Scholen zijn in Nederland ofwel openbaar, ofwel bijzonder, vanuit een levensbeschouwelijke, godsdienstige of ideologisch-onderwijskundige achtergrond.

In Nederland is het ouders toegestaan om de eigen kinderen thuisonderwijs te bieden, in plaats van ze naar een school te doen.

#### Niveaus
Basisonderwijs
In Nederland volgden in 2000 ongeveer 1,5 miljoen kinderen basisonderwijs, op circa 7000 scholen. Het basisonderwijs wordt ook vaak 'primair onderwijs' (PO) genoemd. Samen met het speciaal basisonderwijs, valt het basisonderwijs onder de wet op het primair onderwijs (WPO).
Voortgezet onderwijs
In Nederland zijn er verschillende schooltypes voor het voortgezet onderwijs:
- praktijkonderwijs
- vmbo, tevens leerwegondersteunend onderwijs (lwoo)
- havo
- vwo (atheneum, gymnasium).

Middelbaar
- middelbaar beroepsonderwijs (mbo)

Hoger onderwijs
- hoger beroepsonderwijs (hbo)
- universiteit (wo)

Speciaal onderwijs
Vormen van speciaal onderwijs in Nederland zijn:
- cluster 1: visueel gehandicapte kinderen of meervoudig gehandicapte kinderen met een visuele handicap
- cluster 2: dove of slechthorende kinderen, kinderen met ernstige spraakmoeilijkheden of meervoudig gehandicapte kinderen die een van deze handicaps hebben
- cluster 3: lichamelijk gehandicapte kinderen, zeer moeilijk lerende kinderen (ZMLK) en langdurig zieke kinderen met een lichamelijke handicap, of meervoudig gehandicapte kinderen die een van deze handicaps hebben
- cluster 4: zeer moeilijk opvoedbare kinderen (Z.M.O.K), langdurig zieke kinderen anders dan met een lichamelijke handicap en kinderen in scholen verbonden aan pedologische instituten

Binnen het speciaal onderwijs wordt het onderwijs voor oudere kinderen voortgezet speciaal onderwijs (VSO) genoemd.
Voormalige vormen van speciaal onderwijs
- LOM-onderwijs
- MLK-onderwijs

Volwassenenonderwijs
- volwasseneneducatie
- moedermavo

### Structuur in Vlaanderen[12]

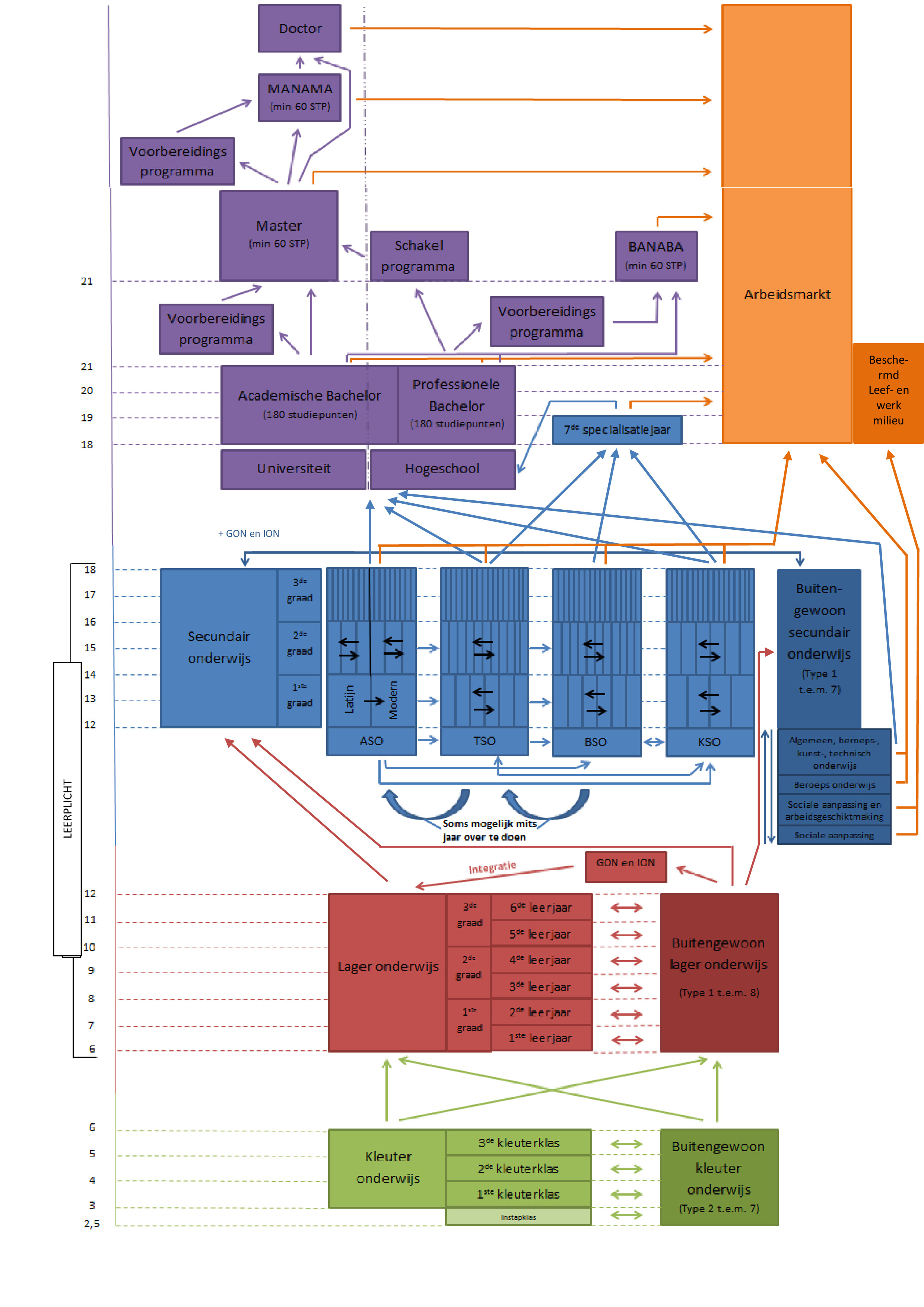
Structuur in Vlaanderen

In Vlaanderen is er voltijdse leerplicht vanaf 1 september van het kalenderjaar waarin de leerling 6 jaar wordt. Deze leerplicht duurt in de regel 12 leerjaren: zes jaar lager onderwijs en zes jaar secundair onderwijs. Vanaf 15 jaar kan ook aan de leerplicht worden voldaan in deeltijdse leersystemen DBSO en Middenstandsopleiding. Deze leerplicht komt niet overeen met schoolplicht.
Kenmerkend voor het onderwijs in Vlaanderen is de indeling in onderwijsnetten, en de bevordering van de gelijke onderwijskansen of GOK. Men onderscheidt het officiële net, met respectievelijk het  gemeenschaps-, het provinciaal en het stedelijk onderwijs; en het vrije net, met het joods, protestants, Freinet, Steiner, en - de grootste tak - het katholieke onderwijs.
Sinds het onderwijsbeleid van de Belgische federale overheid in 1988 is overgeheveld naar de Vlaamse overheid, is de kwaliteit van het Vlaamse onderwijs sterk verbeterd. In internationale vergelijkende studies scoort vooral het secundaire, Vlaamse onderwijs zeer goed, en staat het sinds 2000 herhaaldelijk in de top-10 van bijvoorbeeld de PISA-ranglijst. Dit is een van de redenen waarom aan de grens wonende Nederlanders met duizenden - ruim 18.500 in het schooljaar 2006-2007 - op Vlaamse scholen staan ingeschreven.  Ook Franstalige Belgen kiezen steeds vaker voor het Vlaamse onderwijs.

#### Niveaus
- basisonderwijs (BO)
  - gewoon basisonderwijs (GBO)
    - kleuteronderwijs (KO)
    - lager onderwijs (LO)

  - buitengewoon basisonderwijs (BuBO)
- secundair onderwijs (SO)
  - gewoon secundair onderwijs (GSO)
    - middenschool
    - algemeen secundair onderwijs (ASO)
    - beroepssecundair onderwijs (BSO)
    - kunstsecundair onderwijs (KSO)
    - technisch secundair onderwijs (TSO)

  - buitengewoon secundair onderwijs (BuSO)
  - onthaalklas voor anderstalige nieuwkomers (OKAN)
- hoger onderwijs (HO)
  - hogeschool
  - universiteit
- volwassenenonderwijs
- examencommissie
- deeltijds kunstonderwijs
- methodeonderwijs: Steinerschool, Freinetschool, montessorionderwijs, decrolyonderwijs

## Afstandsonderwijs
Afstandsonderwijs is onderwijs dat zo georganiseerd wordt dat de leerling en de leraar zich niet in elkaars fysieke nabijheid hoeven te bevinden.
Afstandsonderwijs kan klassiek contactonderwijs vervangen in dunbevolkte gebieden, bij leerlingen en leraars die zich moeilijk kunnen verplaatsen (bijvoorbeeld wegens ziekte) of wanneer een pandemie fysieke contacten uitsluit. Sommige vormen van afstandsonderwijs laten toe dat leerling en leraar actief zijn op verschillende tijdstippen, bijvoorbeeld als de leerling overdag een drukke beroepsactiviteit uitoefent. Onderwijs op afstand kan soms de organisatiekosten verminderen, waardoor het een interessante basis wordt voor commercieel onderwijs.
De oudste vormen van afstandsonderwijs waren schriftelijke cursussen, die bloeiden vanaf de 19de eeuw kort na de oprichting van de moderne posterijen. Een bekend en succesvol voorbeeld is het Britse The Open University vanaf 1971, nog steeds (2021) populair en sindsdien in vele landen nagevolgd.
De opkomst van elektronische communicatie creëerde nieuwe mogelijkheden voor afstandsonderwijs, met onder meer uitzendingen van de schoolradio en later de schooltelevisie. Personal computers en opeenvolgende Internet-technologieën overbruggen steeds beter de fysieke kloof tussen de leerling en de leraar (zie e-learning). Door de beschikbaarheid van video-opnames en interactieve leertoepassingen vervaagt ook het onderscheid tussen afstandsonderwijs en zelfstudie, waarbij de leraar zich ontwikkelt tot auteur van zelfstandig bruikbare didactische hulpmiddelen.

## Specifieke vormen van onderwijs
Specifieke vormen/onderscheiden van onderwijs zijn:
- competentiegericht leren
- DBSO deeltijdonderwijs
- ervaringsgericht onderwijs
- explorintonderwijs
- daltononderwijs
- democratisch onderwijs
- entreprenasium
- freinetonderwijs
- geïntegreerd onderwijs
- GISDO-onderwijs
- iederwijs
- Jenaplanonderwijs
- leertijd - leercontract bij SYNTRA
- Leonardoschool
- Leven Lang Leren
- modulair onderwijs
- montessorionderwijs
- privaatonderwijs
- Reggio Emilia
- sociocratisch onderwijs
- sterrenschool
- Sudbury school
- technasium
- thuisonderwijs
- volwasseneneducatie
- vrijeschoolonderwijs
- wereldschool

## Belangenbehartiging en vereniging in Nederland
Voor leidinggevenden zijn er werkgeversbonden zoals Bond KBO en AVS). Voor onderwijzend personeel zijn er vakbonden zoals Algemene Onderwijs Bond (AOb) - ontstaan door een fusie van de Algemene Bond van Onderwijzend Personeel (ABOP; met Ellen Vogelaar als voorzitter) en de Nederlands Genootschap van Leraren (NGL). Voor studenten zijn er de studentenbonden (zoals LAKS). Ook ouders hebben zich verenigd.
PO-Raad (opgericht 2008; voorheen: Sectororganisatie PO): sectororganisatie voor het primair onderwijs. De vereniging behartigt belangen van schoolbesturen in het basisonderwijs, speciaal basisonderwijs en (voortgezet) speciaal onderwijs.
VO-Raad: vereniging van schoolbesturen
Ouders & Onderwijs is het informatiepunt voor ouders van kinderen in het basisonderwijs en voortgezet onderwijs, en het ondersteunt ouderorganisaties en medezeggenschapsraden. Ook adviseert het de politiek, de overheid en de onderwijssector.
Beter Onderwijs Nederland (BON; opgericht 2006) is de belangenvereniging gericht op onderwijskwaliteit voor leerling en student.
Algemene vakbonden, zoals Abvakabo, CNV en FNV, hebben vaak een afdeling voor het onderwijs. Onderwijsspecifieke vakbonden zijn de Katholieke Onderwijs Vakorganisatie (KOV), Algemene Onderwijsbond (AOb),
VOS/ABB is de vereniging voor bestuur, management en medezeggenschap in het openbaar en algemeen toegankelijk onderwijs.
Algemene Vereniging Schoolleiders (AVS) is er voor het personeel in de schoolleiding.
In 1983 is de Landelijke Studentenvakbond (LSVb) opgericht als federatie van lokale studentenvakbonden.

### Stakingen en demonstraties
In mei 1969 bezetten studenten het bestuurscentrum van de Universiteit van Amsterdam, het Maagdenhuis voor meer zeggenschap in de universiteit. Daarvoor waren er in overige Europese steden ook universiteitsbezettingen door studenten, zoals in mei 1968 de Parijse studentenrevolte aan de Universiteit van Parijs.
Op 9 november 1988 demonstreerden studenten tegen het beleid van toenmalig minister Wim Deetman. 24 september 1992 demonstreerden in stadion Galgenwaard in Utrecht circa 35.000 leraren, conciërges, administratief personeel en praktijkles-assistenten tegen onder meer salariskortingen en bezuinigingen in het onderwijsbeleid van minister Jo Ritzen - het was de tot dan toe grootste onderwijsstaking van Nederland.
8 mei 1993 demonstreerden studenten tegen beleidsvoornemens van Jo Ritzen.
In Nederland waren er onderwijsstakingen op 15 maart 2019, 30 en 31 januari 2020; alle gericht op vermindering van de werkdruk en verhoging van het lerarensalaris. In november 2024 zijn er nieuwe stakingen tegen de beoogde bezuiniging van 1 miljard euro op het hoger onderwijs, en hoewel een demonstratie in Utrecht verboden werd en veel mensen in universiteitssteden bij elkaar kwamen, kwamen toch enkele duizenden studenten en docenten bij elkaar. Een nieuwe demonstratie werd gehouden op 25 november waar naar zeggen 20 duizend demonstranten aan deelnamen.

## Statistische indeling
Het CBS heeft een indeling gemaakt van de Nederlandse opleidingen naar niveau en naar richting, de zogenaamde standaard onderwijsindeling (SOI). Dit classificatiesysteem dient onder andere voor de statistiek, en sluit aan bij de internationale onderwijsindeling ISCED van de UNESCO.

### Niveau-indeling (SOI 2006)
- 1. Onderwijs aan kleuters
- 2. Primair onderwijs
- 3. Secundair onderwijs, eerste fase
  - 3.1 laag
  - 3.2 Midden
  - 3.3 Hoog
- 4. Secundair onderwijs, tweede fase
  - 4.1 laag
  - 4.2 Midden
  - 4.3 Hoog
- 5. Hoger onderwijs, eerste fase
  - 5.1 laag
  - 5.2 Midden
  - 5.3 Hoog
- 6. Hoger onderwijs, tweede fase
- 7. Hoger onderwijs, derde fase

De SOI deelt de richting van een opleiding hiërarchisch in naar achtereenvolgens sectorgroep, (sub)sector, rubrieksgroep en rubriek.

### Indeling naar sectorgroep
- 0 Algemeen onderwijs
- 1 Leraren
- 2 Humaniora, sociale wetenschappen, communicatie en kunst
- 3 Economie, commercieel, management en administratie
- 4 Juridisch, bestuurlijk, openbare orde en veiligheid
- 5 Wiskunde, natuurwetenschappen en informatica
- 6 Techniek
- 7 Agrarisch en milieu
- 8 Gezondheidszorg, sociale dienstverlening en verzorging
- 9 Horeca, toerisme, transport en logistiek

## Varia

### Digitale school
De informatievoorziening in het onderwijs is over het algemeen zeer papier gebonden maar gebeurt nu ook af en toe met de computer in een mediatheek of elektronische schoolborden in de klas. In 2013 waren er 10 scholen in Nederland die alleen digitaal werkten op een iPad. In 2014 deed ook de Android tablet zijn intrede en deden 44 scholen mee. Inmiddels loopt het aantal tablets dat in gebruik is op school in de miljoenen. Gezien de ontwikkeling dat er steeds meer gebruik gemaakt gaat worden van de zogenoemde cloud en het gevaar op gegevenslekken meent de Nederlandse regering dat de leerlingen pseudoniemen kunnen gaan kiezen waarmee ze zich aan kunnen melden op de leersystemen. '

### MOOC
MOOC staat voor: Massive open online course.
Er zijn ook vele gratis MOOC's beschikbaar van prestigieuze universiteiten. Vooral studenten werken steeds meer met een laptop en via E-learning.

### Lissabon
Met de Strategie van Lissabon wordt binnen de EU geprobeerd om het aantal voortijdige schoolverlaters te verminderen, per 2006 heeft in Nederland 1 op de 4 in de leeftijd 20 tot 24 jaar geen diploma, in België is dit 1 op de 5 en in Finland, Duitsland, Griekenland, Ierland, Japan, Korea en Noorwegen 1 op de 10.
Tevens wordt geprobeerd om met de Lissabonstrategie de educatie-vormen binnen de EU meer aansluiting op elkaar te laten hebben, en dus ook meer overeenkomsten te creëren dan wel laten zien.
Naast de scholing doet de school vaak aan opvoeding, integratie, voor en naschoolse opvang en zorg. De ene onderwijsvorm heeft meer zorgleerlingen dan de andere. Voor sommige zaken kan de school verwijzen naar specialisten zoals de huisarts, het Centrum voor Leerlingenbegeleiding, de kinderbescherming of de politie.